# 老人の肖像 (フィリッピーノ・リッピ)
『老人の肖像』（ろうじんのしょうぞう、伊: Ritratto di vecchio, 英: Portrait of an Old Man）は、イタリアのルネサンス期の巨匠フィリッピーノ・リッピに帰属される肖像画で、1485年ごろに瓦上にフレスコ画法で描かれた。かつて、芸術の庇護者で収集家・学者でもあったレオポルド・デ・メディチ枢機卿のコレクションにあった作品で、1773年からフィレンツェのウフィツィ美術館に所蔵されている。1784年と1825年の目録ではマサッチオに帰属されていた。

## 作品
この絵画で興味深いのは、瓦の表面にフレスコ画法で描かれていることである。瓦はローマ風と呼ばれる屋根の覆いに用いられる煉瓦の1つで、両縁が少し傾斜して反りあがった台形の板状である。
本作の謎めいたモデルの人物が誰であるかについて長い間、議論が交わされてきた。彼は、フィリッピーノの父親でやはり芸術家であったフィリッポ・リッピが所属するカルメル会の修道服を身に着けている。多くの研究者はモデルの人物がフィリッポ・リッピであろうと考えているが、疑念の余地がなく、信頼性の高い答えは見つかっていない。
老人は、控え目に笑みを浮かべた明るい表情をしている。穏やかな容貌には、修道服の襞と調和した深い皴が刻まれている。鮮やかな桃色のその皴は、戸外の太陽の下で長い時間を過ごした人物に典型的なものである。修道服と同色の被り物は薄明かりにより輝きつつ、老人の耳に被さり、それを押さえつけている。彼の大きな鼻は、4分3正面向きであることを強調している。